# Jacques Saunière
Jacques Saunière is een personage in het boek de Da Vinci Code, door Dan Brown. Hij zou de grootmeester van de Priorij van Sion zijn geweest. Dit genootschap zou de Heilige Graal moeten beschermen, en de Sangreal documenten. In het boek is hij de conservator van het Louvre.
De fictieve persoon Jacques Saunière is afgeleid van een priester met dezelfde achternaam, die in het begin van de 20e eeuw leefde.